# Kozma Mihály (edző)
Kozma Mihály (Debrecen, 1956. november 7. –) Futsal edző - 2003-2010 között a magyar futsal válogatott szövetségi kapitánya.

## Pályafutása
Futsaledzői pályafutását 1996-ban kezdte a DVSC – Great Tours csapatával. Ez volt a szakág első NB I. -es szezonja, ahol mindjárt bronzérmes lett a csapatával. 1997 május 1- től a magyar futsal válogatott pályaedzője. Ebben a beosztásban 92 mérkőzésen dolgozott együtt Mucha Józseffel és Szabó Andrással is. 1999-ben a Nagyréde, 2000 augusztusától a Cső-Montage vezető edzője. Ez utóbbi csapattal egymás után háromszor nyert bajnokságot, Magyar Kupát és Szuperkupát is. Ebben az időszakban 3 alkalommal nyerte el az év edzője címet. 2000-ben a Magyar Egyetemi és Főiskolás válogatottat vezette a brazíliai főiskolás világbajnokságon, Mucha József ferencvárosi vezetőedzősége idején pedig egy évig megbízott szövetségi kapitányként vezette válogatottunkat. 2001-2003 között Szabó András pályaedzője a futsal válogatottnál, annak Újpesti vezetőedzői kinevezése után 2003 január 1-től megkapta futsal szövetségi kapitányi kinevezését. Kapitánysága fordulatot hozott a honi futsaléletbe, válogatottunk védekező taktikáját lecserélte egy labdaszerzős, letámadásos játékra. A taktikai gyakorlás érdekében heti rendszerességgel válogatott edzések voltak, a legjobb játékosok pedig egy klubcsapatba az ő irányítása alatt dolgozhattak. Ennek eredményeként a Cső-Montage csapatával kijutott a nemzetek bajnokcsapatainak első ízben kiírt, Futsal cup versenysorozat portugáliai döntőjébe, ahol csapatával a 6.-helyen végzett. Ebben a bajnokok ligájának megfelelő versenysorozatban komoly nemzetközi tapasztalatokat szerzetek játékosai, amelyet válogatottunknál is kamatoztathattak. 2004-ben már világbajnoki selejtező csoportgyőztes lett Magyarország. A közvetlen kijutásért játszott rájátszásban az Európa bajnok olasz válogatottal szemben maradtunk alul. A 2005-ös 8 csapatos Európa bajnoki döntőben azonban már ott voltunk Ostravában, ahol az első mérkőzésen a világbajnok spanyol együttessel szemben éppen, hogy csak alul maradt válogatottunk. Az olasz csapattól sima vereséget szenvedtünk, ám a világbajnoki bronzérmes portugál csapatot egy az utolsó pillanatig kiélezett mérkőzésen rendkívül nagy erőbedobásra késztettük. A tapasztalatokat összegyűjtve még ebben az évben megjelentette a mester a szakág első szakkönyvét, amelyet az akkori MLSZ szakmai vezető Bicskei Bertalan a 2008-ban az induló futsal edzőképzés alap tankönyvévé nyilvánított. Kozma Mihály jelenleg is a futsal edzőképzés vezetője hazánkban. 2008-ban néhány válogatott játékossal Székelyudvarhelyre szerződött, ahol vezetésével megnyerték a román bajnokságot és a szuperkupát is. A 2009/10 -es bajnoki évben a Győri Rába Eto csapatának szakmai igazgatójaként segített felépíteni a klub utánpótlását, csapatával pedig megnyerte a magyar bajnokságot, a kupát és a szuperkupát is. A 2010- es hazai rendezésű Európa bajnokság nem hozott előre lépést a magyar csapat életébe, Azerbajdzsántól és a Csehországtól is kikaptunk, így az utolsó helyen végeztünk a tornán. Az EB kudarc után megbízatása a válogatottnál megszűnt, ám munkáját sz MLSZ a Magyar Labdarúgásért érdemérem bronz fokozatával ismerte el. 2011-ben az akkor első osztályú Nyíradonyi Huszárokat mentette meg a kieséstől, majd 2012-ben a DEAC csapatával 5. helyen végzett a legmagasabb osztályba. Még ebben az évben a Debreceni Sportcentrum labdarúgó szakosztályának szakmai vezetője lett, és mellékállásban az MLSZ futsal szakág vezetői megbízatását is megkapta. Mindkét beosztásában mind a mai napig dolgozik.

2001. UEFA D licensz
2002. UEFA B licensz
2003. UEFA A licensz
Edzői pályafutás, eredmények felsorolása:
1997. Magyar Bajnokság 3. hely /DVSC GT/
1997-2003. Teremlabdarúgó Válogatott pályaedző.
2000. Főiskolai Teremlabdarúgó VB BRAZILIA vezető edző, 8. hely
2001. NB I. Magyar Bajnok, / Cső-Montage/
2001. NB I. Magyar Kupagyőztes / Cső-Montage/
2001. NB I. Szuperkupa győztes / Cső-Montage/
2001. Az év edzője
2002. UEFA Bajnokok Ligája 6. hely / Cső-Montage/
2002. NB I. Magyar Bajnok, / Cső-Montage/
2002. NB I. Magyar Kupagyőztes / Cső-Montage/
2002. NB I. Szuperkupa győztes / Cső-Montage/
2002. Az év edzője
2003.- 2010. A futsal válogatott szövetségi kapitánya. / 118 mérkőzés /
2003. NB I. Magyar Bajnok / Cső-Montage/
2003. NB I. Magyar Kupagyőztes /Cső-Montage/
2003. NB I. Szuperkupa győztes /Cső-Montage/
2003. Az év edzője
2003. VB - selejtező csoport győzelem Európa legjobb 10 csapata között
2004. EB- selejtező csoport győzelem Európa legjobb 8 csapata között,
2005. EB- döntő Ostrava, 8. hely
2005. Az első magyar FUTSAL szakkönyv kiadása
2006. Szakmai igazgató Berettyóújfalu
2006. NB II. 2. hely, az első oszt. jutás /Berettyóújfalu/
2007. NB I. 3. hely /Berettyóújfalu/
2007. Magyar kupa 3. /Berettyóújfalu/
2007. Hajdú-Bihar megye legjobb edzője az összes sportág közül
2007. Székelyudvarhely szakmai igazgató (vezetőedző-utánpótlás szakág vezető)
2007. Világkupa 4. Brazília - Magyar Válogatott
2008. VB-selejtező csoportgyőzelem Európa legjobb 10 csapata között
2008. Román bajnok / Székelyudvarhely/
2008. Román szuperkupa győztes /Székelyudvarhely/
2008. Az edzőképzés megszervezése, beindítása, és vezetése Magyarországon
2009. ETO Futsal Klub Győr szakmai igazgató (vezetőedző-utánpótlás szakvezető)
2010. EB. döntő Budapest
2010. A Magyar Labdarúgásért Érdemérem bronz fokozat
2010. NB I. Magyar Kupagyőztes /ETO - Győr/
2010. NB I. Magyar Bajnok   /ETO - Győr/
2010. NB I. Szuperkupa győztes /ETO - Győr/
2011. NB I. 8. hely Nyíradonyi Huszárok szakmai igazgató
2011. NBI.5.hely DEAC- ARMADA  edző-szakmai igazgató 
2012. Debreceni Sportcentrum Sportiskola Szakosztály igazgató
2012. MLSZ futsal szakágvezető